# Gerhard Gollwitzer
Gerhard Gollwitzer (* 7. Juni 1906 in Pappenheim, Mittelfranken; † 13. April 1973 in Mühlheim (Mörnsheim)) war ein deutscher Kunstpädagoge, Schriftsteller und politischer Aktivist.

## Leben
Gerhard Gollwitzer, der Bruder des Theologen Helmut Gollwitzer sowie der Landschaftsarchitektin Gerda Gollwitzer, stammte aus einem lutherisch-protestantischen Pfarrhaushalt in Bayern. Als Schüler war er Mitglied in der Jugendbewegung (Wandervogel). Nach dem Abitur am Realgymnasium Augsburg studierte er 1925–1929 an der Schule für bildende Kunst Starnberg, dann an der Akademie der Bildenden Künste München und zuletzt an der Staatlichen Kunstschule und TH Berlin. Danach war er freiberuflich als Maler und Bildhauer tätig. 1930 und 1931 nahm Gollwitzer am „Seminar für das Zeichenlehrfach“ an der Luitpold-Oberrealschule München teil. Er schloss die Ausbildung mit dem „Staatsexamen für Zeichnen und Kunstunterricht“ ab.
Von 1931 bis 1937 war Gollwitzer als Kunsterzieher im süddeutschen Landerziehungsheim Schondorf am Ammersee angestellt. Die dortige Verbindung von Unterricht und Erziehung, die Betreuung der jungen Erwachsenen beim Theaterspiel und an den Heimfesten prägten den später für ihn typischen komplexen Ansatz seiner Lehre. Aus dem „besonderen Unterricht für die Begabten“ in den Oberklassen erwuchsen ihm selbst viele Anregungen.
Im November 1933 trat Gollwitzer auf Druck der NSDAP hin der Partei bei – in der Hoffnung, das Niveau der ideologisch geprägten ästhetischen Debatte positiv beeinflussen zu können. Bald erkannte er die Aussichtslosigkeit des Versuches und trat 1934 wieder aus. 1937 musste Gollwitzer auf Veranlassung der NSDAP das Landerziehungsheim und Bayern verlassen. Günther von Pechmann, Direktor der Staatlichen Porzellanmanufaktur Berlin (KPM), berief ihn zum künstlerischen Mitarbeiter.

## Leistungen
Ab 1941 wurde Gollwitzer künstlerischer Leiter der Porzellanmanufaktur. In diesen Jahren entstanden Tafel- und Tee-Service, Vasen, Wandplatten und Tische nach Entwürfen und Modellen von Gollwitzer mit Landschafts-, figürlichen- und Pflanzenmotiven. Die Ausbildung der Dreher-, Former- und Malerlehrlinge, sowie die Betreuung der Porzellanmaler unterstand seiner Leitung. Seit 1941 arbeitete er auch für die Staatliche Glasmanufaktur Karlsbad. Vasen und Trinkgläser wurden nach seinen Entwürfen angefertigt. Im November 1943 wurde sowohl die Porzellanmanufaktur als auch Gollwitzers Wohnung durch Bombenangriffe zerstört. Die Manufaktur wurde nach Selb verlagert. Gollwitzer leitete die Verlagerung der Malerei mit Lehrlingsabteilung und den Neuaufbau der Werkstätten in Karlsbad, die er bis zur Auflösung im Mai 1945 führte.
Im Oktober 1945 wurde er nach kurzem Verfahren auf Grund seiner trotz des NSDAP-Zwischenspiels andauernden NSDAP-Gegnerschaft entnazifiziert. 1946 berief Kultusminister Theodor Heuss Gollwitzer als Leiter der Abteilung für die allgemeine künstlerische Ausbildung an die Staatliche Akademie der Bildenden Künste Stuttgart. 1947 folgte seine Frau, Lalita Gollwitzer, mit den drei Kindern nach.
In den nun folgenden 22 Jahren seiner Lehrtätigkeit an der Stuttgarter Akademie der Bildenden Künste entfaltete Gollwitzer ein weitgespanntes Wirkungsfeld. Neben der Hochschularbeit, zu der auch die Leitung des Studiengangs Kunsterziehung zählte, initiierte er viele Kunstseminare, wie die „Werkwoche Junge Kunst“, „Bildnerische Spiele“ für die Ingenieure der Firma Bosch, für den „Bund der Köngener“, den „Freideutscher Kreis“ und das „CJD“. In Zusammenarbeit mit dem Otto-Maier-Verlag Ravensburg erschienen mehrere Zeichen- und „Seh“-Schulen wie auch Maler- und Bildhauer-Quartette.
1968 beendete Gollwitzer aus Gesundheitsgründen vorzeitig seine Lehrtätigkeit und zog sich mit seiner Frau zurück in seine fränkische Heimat, nach Mühlheim (Mörnsheim) im Landkreis Eichstätt. Nach einem Schlaganfall verstarb er hier.
Schüler
Künstler der Moderne bekamen durch Teilnahme in Gollwitzers Akademie-Grundklasse Impulse, z. B. Sigrid Baumann-Senn,
Alfred Bast, Gerlinde Beck, Heribert Bücking, Robert Förch, Eberhard Linke, Georg Karl Pfahler und Malte Sartorius.

## Politik
Gollwitzer war über Jahre aktiver Teil der Ostermarschbewegung. Er zählt zu den Mitgründern der DFU.
Gollwitzer war gleichzeitig tief religiös, geprägt u. a. durch Emanuel Swedenborg.

## Zitate
(aus „Die Kunst als Zeichen“, Chr. Kaiser-Verlag München)

„Unser Anliegen ist eine neue, innige Verbindung von Leben und Kunst. Es geht wahrhaftig nicht nur um einen Beitrag zur Freizeitgestaltung und zur Aufhellung des grauen Alltags, auch nicht um eine volkserzieherische oder gar nur schulische Aufgabe, sondern darüber hinaus um ein Politikum, ja letztlich um ein religiöses Problem und um eine jeden angehende Existenzfrage der abendländischen Menschheit.“

„Die beste Maßstabschulung ist und bleibt die eigene Mitarbeit. Nicht die Aneignung von Begriffen und von fertigen Urteilen, sondern nur das tastende eigene Tun bringt uns den gültigen Maßstäben näher, nach denen wir Ausschau halten.“

„Zeichne nie schematisch, sondern setze mit konzentrierter Beteiligung konsequent Form an Form zu einem lebendigen Ganzen… Es muss durch alles hindurch der gleiche Grund-Rhythmus klingen… Deine erwachten Augen werden künftig […] den Raum ergreifen.“

## Schriften

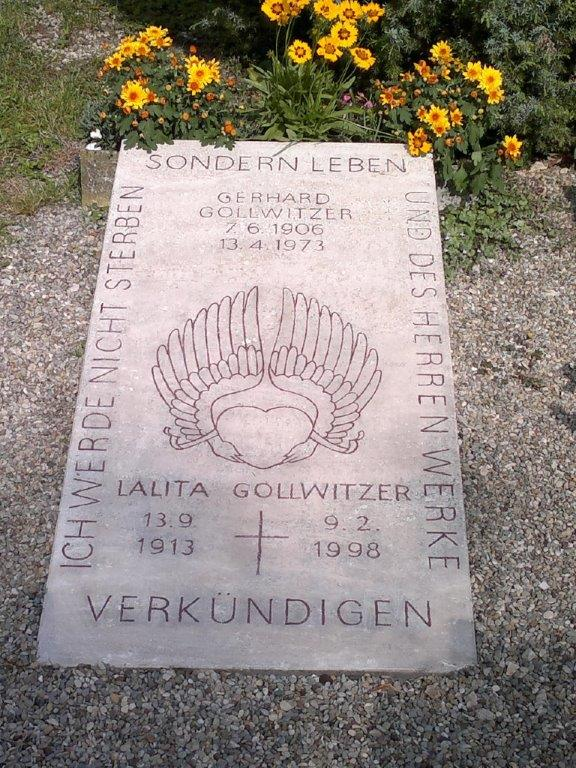
Gollwitzers Grab, Friedhof Sankt Cyriakus Largus und Smaragdus - Mühlheim bei Mörnsheim

- Die Kunst als Zeichen; München: Chr. Kaiser, 1958
- Freude durch Zeichnen; Ravensburg: Otto Maier, 1959
- Zeichenschule für begabte Leute; Ravensburg: Otto Maier, 1959
- Der Kreis spricht; Tübingen: Ernst Wasmuth, 1962
- Indisches Bilderbuch; Stuttgart: J. Fink, 1963
- Gollwitzer-Kowalski. Wege zur Bildenden Kunst; Stuttgart: Ernst Klett, 1965
- Schule des Sehens; Ravensburg: Otto Maier, 1966
- Gegenständliches Zeichnen; Ravensburg: Otto Maier, 1967
- Die Menschengestalt; Stuttgart: Ernst Klett, 1967
- Der Werkstattbesuch I/II; Ratingen: Aloys Henn
- Rembrandt Hundertguldenblatt; Stuttgart: Evangelisches Verlagswerk, 1969
- Augen auf für Architektur; Ratingen: Aloys Henn, 1973[1]
- Die durchsichtige Welt – Ein Swedenborg Brevier; Zürich: Swedenborg, 1966
- Die Geisterwelt ist nicht verschlossen; Zürich: Swedenborg
- Briefe einer Freundschaft – Karl Scheffler und Gerhard Gollwitzer 1933–1951; Stuttgart, Dresden: 2002 (Privatdruck)

(Der schriftliche Nachlass Gollwitzers wird weitgehend im Deutschen Kunstarchiv im Germanischen Nationalmuseum, Nürnberg, verwahrt.)